# Амвросий (Тидебель)
Архимандрит Амвросий (в миру Павел Сигизмундович Тидебель, до принятия православия Пауль Эдуард Генрих Тидебель нем. Paul Eduard Heinrich von Tideböhl; 21 октября (2 ноября) 1858, Феллинский уезд, Лифляндская губерния — 19 декабря 1915 (1 января 1916), Баку, Российская империя) — священнослужитель Русской православной церкви, архимандрит, духовный писатель.

## Биография
Родился 21 октября 1858 года в родовом имении Тарваст в Феллинском уезде Лифляндской губернии в семье российского генерала Сигизмунда Андреевича Тидебеля.
Окончил курс классической гимназии и с 17 августа 1879 по 1881 годы обучался в Юрьевском университете.
С 1881 года находился на военной службе в лейб-гвардии Семёновском полку. В 1901 году вышел в отставку в чине капитана.
Был зачислен в штат Архиерейского дома в Санкт-Петербурге и 13 (26) апреля 1902 года рукоположен в сан священника. В 1911 году возведён в достоинство протоиерея и назначен настоятелем посольской церкви Святого Александра Невского в Тегеране.
В 1912 году был пострижен в монашество и возведён в достоинство архимандрита с зачислением в братию Александро-Невской лавры.
Был награждён орденом святой Анны III степени. Автор книги «Как я нашел истинную Церковь», выдержавшей несколько изданий (1902, 1903, 1905 и 1916 гг.).
Скончался 19 декабря 1915 года в Баку.